# ثانثورن جوانجروونجروانجكيت
ثانثورن جوانجروونجروانجكيت (بالإنجليزية: Thanathorn Juangroongruangkit)‏ هو سياسي تايلاندي ولد في 25 نوفمبر 1978،كان يشغل منصب رئيس حزب المستقبل إلى الأمام حتى تم حله.